# PFK Lokomotiv Plovdiv
Maillots
Le Professionalen Futbolen Klub Lokomotiv Plovdiv (en bulgare : Професионален Футболен Клуб Локомотив Пловдив), plus couramment abrégé en Lokomotiv Plovdiv, est un club bulgare de football fondé en 1926 et basé dans la ville de Plovdiv.

## Historique

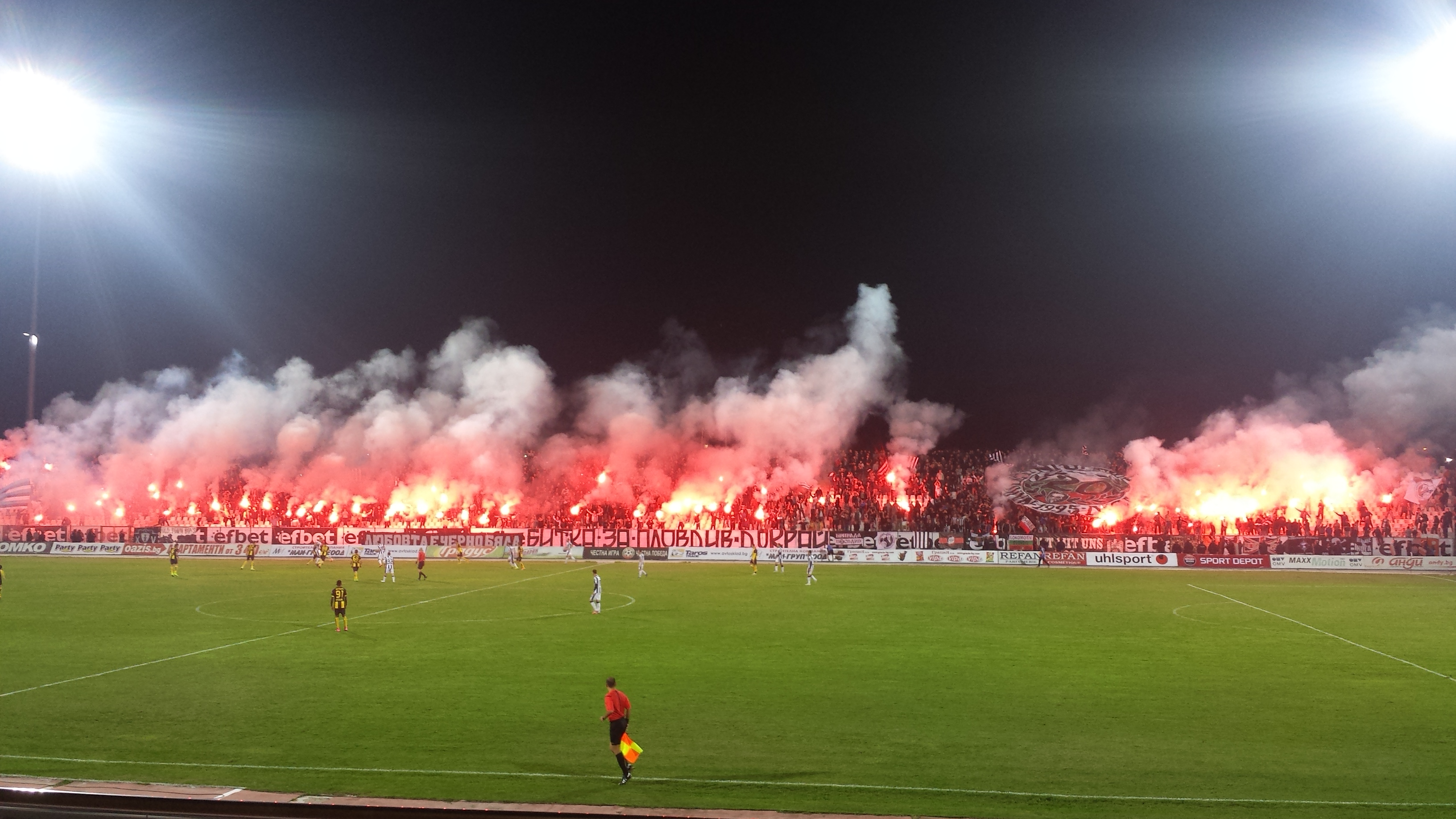
Supporters du Lokomotiv Plovdiv au Stade Lokomotiv.

- 1926 : fondation du club sous le nom de Sportclub Plovdiv.
- 1945 : le club est renommé S.P.-45 (Sportclub Parchevich – 1945).
- 1946 : le club est renommé Slavia Plovdiv.
- 1947 : le club est renommé Slavia Tschengelov Plovdiv.
- 1949 : le club est renommé Slavia Plovdiv.
- 1949 : le club est renommé Energiya Plovdiv.
- 1950 : le club est renommé Torpedo Plovdiv.
- 1951 : le club est renommé Lokomotiv Plovdiv.
- 1963 : première participation à une Coupe d'Europe (C3, saison 1963/64).
- 1985 : le club est renommé DFS Lokomotiv Plovdiv[3].

## Bilan sportif

### Palmarès
| Compétitions nationales |
| --- |
| \| - Championnat de Bulgarie (1) : - Champion : 2003-04. - Vice-champion : 1972-73 et 2020-21. - Coupe de Bulgarie (2) : - Vainqueur : 2018-19 et 2019-20. - Finaliste : 1940, 1942, 1948, 1959-60, 1970-71, 1981-82 et 2011-12. - Supercoupe de Bulgarie (2) : - Vainqueur : 2004 et 2020. - Finaliste : 2012 et 2019. \| |
| - Championnat de Bulgarie (1) : - Champion : 2003-04. - Vice-champion : 1972-73 et 2020-21. - Coupe de Bulgarie (2) : - Vainqueur : 2018-19 et 2019-20. - Finaliste : 1940, 1942, 1948, 1959-60, 1970-71, 1981-82 et 2011-12. - Supercoupe de Bulgarie (2) : - Vainqueur : 2004 et 2020. - Finaliste : 2012 et 2019.       |

### Bilan européen
Légende
- Victoire ou qualification pour le tour suivant
- Match nul
- Défaite ou élimination de la compétition

Note : dans les résultats ci-dessous, le score du club est toujours donné en premier.
| Saison    | Compétition                | Tour             | Club                     | Domicile | Extérieur | Total             |
| --------- | -------------------------- | ---------------- | ------------------------ | -------- | --------- | ----------------- |
| 1965-1966 | Coupe des villes de foires | Premier tour     | Vojvodina Novi Sad       | 1 - 1    | 1 - 1     | 2 - 2 2 - 0       |
| 1965-1966 | Coupe des villes de foires | Deuxième tour    | Petrolul Ploieşti        | 2 - 0    | 0 - 1     | 2 - 1             |
| 1965-1966 | Coupe des villes de foires | Troisième tour   | Juventus FC              | 1 - 1    | 1 - 1     | 2 - 2 1 - 2 ap    |
| 1967-1968 | Coupe des villes de foires | Premier tour     | Partizan Belgrade        | 1 - 1    | 1 - 5     | 2 - 6             |
| 1969-1970 | Coupe des villes de foires | Premier tour     | Juventus FC              | 1 - 2    | 1 - 3     | 2 - 5             |
| 1971-1972 | Coupe UEFA                 | Premier tour     | Carl Zeiss Jena          | 3 - 1    | 0 - 3     | 3 - 4             |
| 1973-1974 | Coupe UEFA                 | Premier tour     | Sliema Wanderers         | 1 - 0    | 2 - 0     | 3 - 0             |
| 1973-1974 | Coupe UEFA                 | Deuxième tour    | Budapest Honvéd          | 3 - 4    | 2 - 3     | 5 - 7             |
| 1974-1975 | Coupe UEFA                 | Premier tour     | Győri ETO                | 3 - 1    | 1 - 3 ap  | 4 - 4 (4 - 5 tab) |
| 1976-1977 | Coupe UEFA                 | Premier tour     | Étoile rouge de Belgrade | 2 - 1    | 1 - 4     | 3 - 5             |
| 1983-1984 | Coupe UEFA                 | Premier tour     | PAOK Salonique           | 1 - 2    | 1 - 3     | 2 - 5             |
| 1992-1993 | Coupe UEFA                 | Premier tour     | AJ Auxerre               | 2 - 2    | 1 - 7     | 3 - 9             |
| 1993-1994 | Coupe UEFA                 | Premier tour     | Lazio Rome               | 0 - 2    | 0 - 2     | 0 - 4             |
| 2003-2004 | Ligue des champions        | Deuxième tour Q  | Club Bruges              | 0 - 4    | 0 - 2     | 0 - 6             |
| 2005-2006 | Coupe UEFA                 | Deuxième tour Q  | OFK Belgrade             | 1 - 0    | 1 - 2     | 2E - 2            |
| 2005-2006 | Coupe UEFA                 | Premier tour     | Bolton Wanderers         | 1 - 2    | 1 - 2     | 2 - 4             |
| 2006      | Coupe Intertoto            | Premier tour     | Farul Constanța          | 1 - 1    | 1 - 2     | 2 - 3             |
| 2012-2013 | Ligue Europa               | Deuxième tour Q  | Vitesse Arnhem           | 4 - 4    | 1 - 3     | 5 - 7             |
| 2019-2020 | Ligue Europa               | Deuxième tour Q  | Spartak Trnava           | 2 - 0    | 1 - 3     | 3E - 3            |
| 2019-2020 | Ligue Europa               | Troisième tour Q | RC Strasbourg            | 0 - 1    | 0 - 1     | 0 - 2             |
| 2020-2021 | Ligue Europa               | Premier tour Q   | Iskra Danilovgrad        | N/A      | 1 - 0     | 1 - 0             |
| 2020-2021 | Ligue Europa               | Deuxième tour Q  | Tottenham Hotspur        | 1 - 2    | N/A       | 1 - 2             |
| 2021-2022 | Ligue Europa Conférence    | Deuxième tour Q  | FC Slovácko              | 1 - 0    | 0 - 1 ap  | 1 - 1 (3 - 2 tab) |
| 2021-2022 | Ligue Europa Conférence    | Troisième tour Q | FC Copenhague            | 1 - 1    | 2 - 4     | 3 - 5             |

1. 1 2  Un match d'appui sur terrain neutre est disputé pour départager les deux équipes.

## Personnalités du club

### Président
- Hristo Bonev

### Entraîneurs
| - Stefan Paunov (1969 - 1971) - Ivan Manolov (1971 - 1975) - Borislav Milenov (1975 - 1976) - Atanas Dramov (1977 - 1978) - Dimitar Grigorov (1978 - 1979) - Petar Dimitrov (1979 - 1980) - Atanas Dramov (1982 - 1983) - Atanas Angelov (5 août 1983 - 26 septembre 1983) - Hristo Bonev (29 octobre 1983 - 22 décembre 1985) - Atanas Dramov (15 février 1986 - 19 avril 1986) - Gancho Peev (9 août 1986 - 30 novembre 1986) - Hristo Bonev (14 février 1987 - 28 mai 1988) - Stancho Bonchev (13 août 1988 - 3 juin 1989) - Mikhail Georgiev (12 août 1989 - 8 juin 1991) - Atanas Dramov (17 août 1991 - 31 octobre 1992) - Petar Miladinov (21 novembre 1992 - 5 juin 1993) - Ivan Vutsov (14 août 1993 - 26 mars 1994) - Voyn Voynov (26 mars 1994 - 30 juin 1994) - Ivan Kouchoukov (19 août 1994 - 10 juin 1995) - Ivan Gloukhchev (2 septembre 1995 - 28 octobre 1995) - Gancho Peev (12 août 1995 - 26 août 1995) | - Vasil Ankov (5 novembre 1995 - 24 février 1996) - Ivan Marinov (2 mars 1996 - ?) - Dinko Dermendzhiev (9 mars 1996 - 11 mai 1996) - Krasimir Manolov (9 août 1996 - 7 décembre 1996) - Ivan Marinov (1996 - 1997) - Stancho Bonchev (22 février 1997 - 31 mai 1997) - Radoslav Zdravkov (1997) - Atanas Dramov (1997 - 1998) - Ivan Gloukhchev (mai 1998 - septembre 1998) - Dinko Dermendzhiev (1998 - 1999) - Georgi Vasilev (1999) - Vladimir Fatov (1999) - Vasil Ankov (1999 - 2000) - Ayan Sadakov (2000) - Eduard Eranosyan (2000 - 2001) - Stefan Draganov (2001) - Dimitar Dimitrov (2001 - 2003) - Eduard Eranosyan (2003 - 2005) - Ayan Sadakov (2005 - 2006) - Ivan Marinov (1er septembre 2006 - 30 septembre 2007) - Yasen Petrov (24 septembre 2007 - 14 mars 2008) - Dragan Kanatlarovski (20 mars 2008 - 29 septembre 2008) | - Ayan Sadakov (29 septembre 2008 - 10 août 2009) - Ivan Marinov (10 août 2009 - 1er novembre 2009) - Stefan Genov (1er novembre 2009 - 26 décembre 2009) - Naci Şensoy (26 décembre 2009 - 30 juin 2010) - Hristo Bonev (1er juillet 2010 - 28 septembre 2010) - Nedelcho Matouchev (31 octobre 2010 - 23 avril 2011) - Saša Nikolić (23 avril 2011 - 30 juin 2011) - Dragan Kanatlarovski (17 juin 2011 - 8 novembre 2011) - Emil Velev (8 novembre 2011 - 9 octobre 2012) - Gueorgui Ivanov (9 octobre 2012 - 10 octobre 2012) - Stefan Genov (13 octobre 2012 - 30 juin 2013) - Aleksandar Stankov (1er juillet 2013 - 19 mai 2017) - Bruno Akrapović (30 octobre 2017 - ) |

### Anciens joueurs
- Joseph Mendes
- Florian Lucchini
- Dario Zahora
- Nicolás Raimondi
- Basile De Carvalho
- Hristo Bonev
- Hristo Kolev
- Ayan Sadakov
- Martin Kamburov
- Dimitar Vasev
- Tijani Belaïd
- Georgi Iliev
- Yassine El-Kharroubi